# 児玉徳太郎
児玉 徳太郎（こだま とくたろう、1856年6月24日（安政3年5月22日） - 1905年（明治38年）10月27日）は、日本陸軍の軍人。最終階級は陸軍少将。

## 経歴
和歌山県出身。紀州藩士の家に生まれる。1875年（明治8年）1月、陸軍少尉に任官した。1894年（明治27年）8月、臨時鉄道隊長に就任し、翌年2月、工兵大佐に昇進。1895年（明治28年）6月台湾鉄道線区司令部司令官に就任する。
1896年（明治29年）4月、工兵会議審査官となり、1899年（明治32年）10月、対馬警備隊司令官に移り、1900年（明治33年）4月、陸軍少将に進級した。
1901年（明治34年）6月、工兵会議議長に就任し、1903年（明治36年）5月、築城部本部長となった。1904年（明治37年）2月、第1軍工兵部長に発令され日露戦争に出征したが、遼陽において陣没した。
その功により、1907年（明治40年）10月2日、子息の児玉清雄に男爵が追贈された。

## 栄典
位階
- 1890年（明治23年）7月3日 - 従六位[1]
- 1891年（明治24年）12月28日 - 正六位[2]
- 1895年（明治28年）6月8日 - 従五位[3]
- 1900年（明治33年）7月10日 - 正五位[4]
- 1905年（明治38年）
  - 7月20日 - 従四位[5]
  - 10月26日 - 正四位[6]

勲章等
- 1889年（明治22年）11月29日 - 大日本帝国憲法発布記念章[7]
- 1895年（明治28年）10月31日 - 功四級金鵄勲章・旭日中綬章[8]
- 1896年（明治29年）11月25日 - 勲三等瑞宝章[9]
- 1904年（明治37年）11月29日 - 勲二等瑞宝章[10]
- 1905年（明治38年）10月27日 - 旭日重光章・功三級金鵄勲章[11]